# Сідней (Айова)
Сідней (англ. Sidney) — місто (англ. city) в США, в окрузі Фремонт штату Айова. Населення — 1070 осіб (2020).

## Географія
Сідней розташований за координатами 40°44′45″ пн. ш. 95°38′39″ зх. д. / 40.74583° пн. ш. 95.64417° зх. д. (40.745949, -95.644299).  За даними Бюро перепису населення США в 2010 році місто мало площу 3,57 км², уся площа — суходіл.

## Демографія
Згідно з переписом 2010 року, у місті мешкало 1138 осіб у 464 домогосподарствах у складі 292 родин. Густота населення становила 318 осіб/км².  Було 514 помешкання (144/км²).
Расовий склад населення:
| - 96,8 % — білих - 0,5 % — корінних американців - 0,4 % — чорних або афроамериканців - 0,2 % — азіатів |

До двох чи більше рас належало 1,4 %. Частка іспаномовних становила 1,6 % від усіх жителів.
За віковим діапазоном населення розподілялося таким чином: 23,3 % — особи молодші 18 років, 55,5 % — особи у віці 18—64 років, 21,2 % — особи у віці 65 років та старші. Медіана віку мешканця становила 42,8 року. На 100 осіб жіночої статі у місті припадало 93,9 чоловіків;  на 100 жінок у віці від 18 років та старших — 90,6 чоловіків також старших 18 років.
Середній дохід на одне домашнє господарство  становив 61 116 доларів США (медіана — 48 636), а середній дохід на одну сім'ю — 76 181 долар (медіана — 59 732). Медіана доходів становила 38 750 доларів для чоловіків та 38 250 доларів для жінок. За межею бідності перебувало 12,3 % осіб, у тому числі 19,4 % дітей у віці до 18 років та 10,4 % осіб у віці 65 років та старших.
Цивільне працевлаштоване населення становило 499 осіб. Основні галузі зайнятості: освіта, охорона здоров'я та соціальна допомога — 31,3 %, роздрібна торгівля — 16,8 %, виробництво — 14,8 %.